# Danny McGrain
Daniel Fergus McGrain MBE (1 de maig de 1950) fou un futbolista escocès de la dècada de 1970 i entrenador.
Fou internacional amb la selecció d'Escòcia amb la que participà en la Copa del Món de futbol de 1974 i a la Copa del Món de futbol de 1982. Pel que fa a clubs, defensà els colors de Celtic i Hamilton Academical.